# Tapisérie z Bayeux

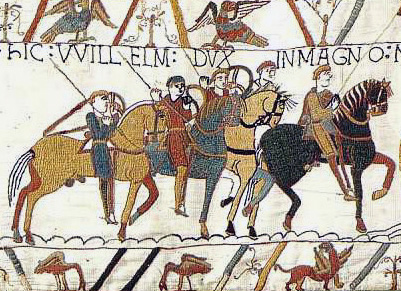
Tapisérie z Bayeux

Tapisérie z Bayeux (francouzsky Tapisserie de Bayeux; anglicky Bayeux Tapestry) je 52 cm široká a 68,38 m dlouhá vyšívaná tkanina (není to tedy pravá tkaná tapisérie), zobrazující události vedoucí k normanské invazi do Anglie v roce 1066, stejně jako invazi samotnou. Série výjevů je doplněna vysvětlujícími nápisy v latině. Ačkoliv se dílo nedochovalo v úplnosti – odborníci odhadují, že z něj v závěru chybí cca 1/10 – i tak náleží k vynikajícím dokladům západního románského umění a poskytuje cenné ikonografické informace jak o válčení a výzbroji 11. století, tak i o tehdejším každodenním životě šlechty i prostých lidí.
V současné době je tato památka vystavena v muzeu v Bayeux ve Francii. Existují ovšem i další dvě kopie. První známou repliku tapisérie vytvořilo v roce 1886 v Anglii 35 žen; ta je nyní nastálo vystavena v jihoanglickém městě Reading. V letech 2004–2007 pak vytvořila další repliku česká textilní výtvarnice a učitelka dějin umění Věra Mičková z Olomouce, ovšem odlišnou technikou – nevytvořila výšivku, ale utkala pravou tapisérii. Její dílo putuje po různých výstavách.

## Původ tapisérie

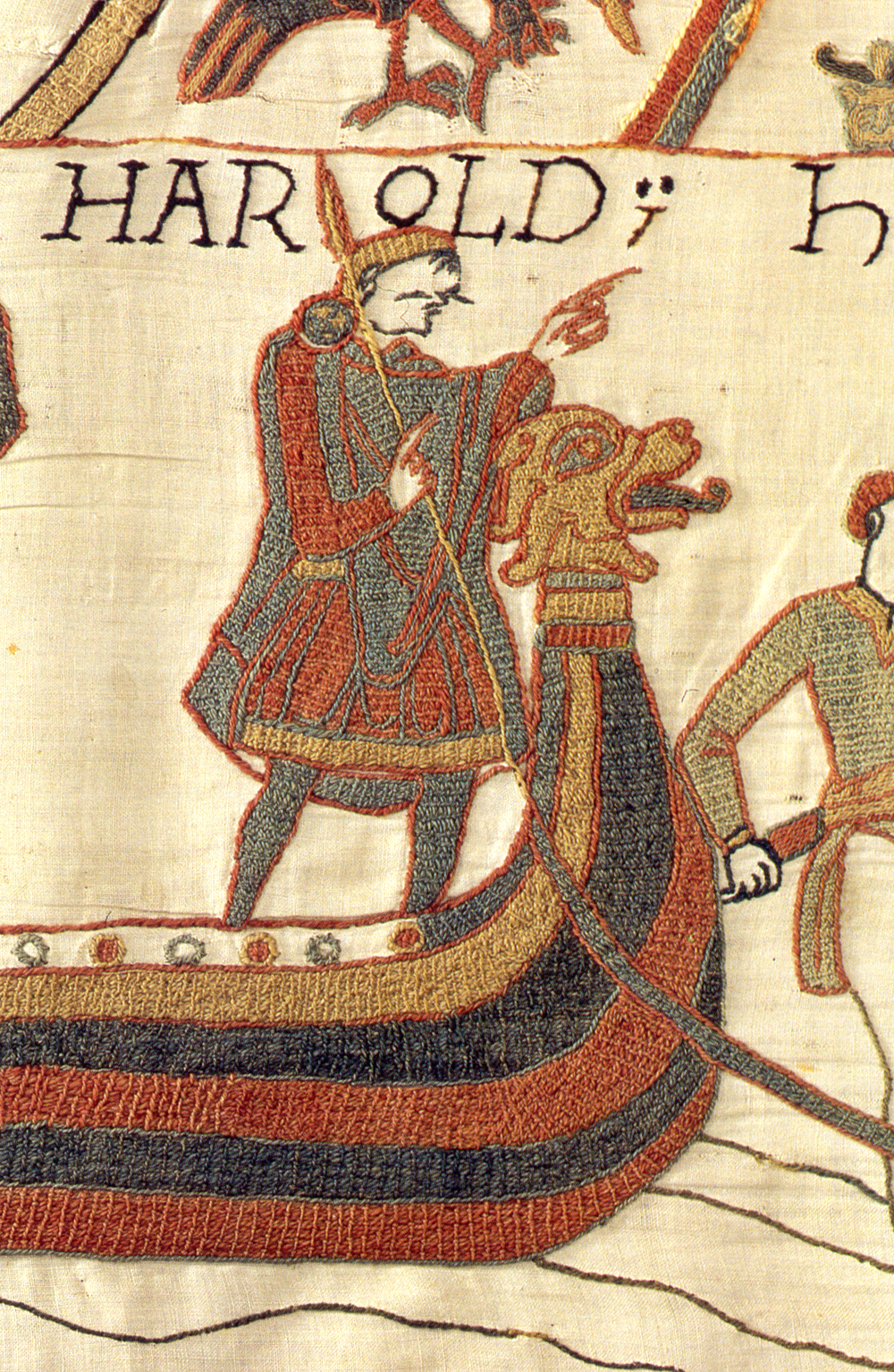
Harold připlouvá do Normandie

První písemná zmínka o tapisérii pochází až z roku 1476, kdy je uvedena v inventáři katedrály v Bayeux. O jejích dřívějších osudech je proto možno jen spekulovat.
Podle tradiční francouzské pověsti ji zhotovila královna Matylda, manželka Viléma Dobyvatele, a její dvorní dámy. Ve Francii je také někdy označována jako „La Tapisserie de la Reine Mathilde“ (tapisérie královny Matildy). Poslední výzkumy však spíše ukazují, že tapisérii nechal zhotovit Vilémův nevlastní bratr, biskup Odo. Hypotézu potvrzují následující fakta:
- tři z biskupových stoupenců zmíněných v Domesday Book se objevují na tapisérii
- tapisérie byla nalezena v katedrále v Bayeux, kterou postavil Odo
- tapisérie mohla být zhotovena ve stejnou dobu jako katedrála a dokončena v roce 1077, tedy včas, aby mohla být vystavena při vysvěcení katedrály

Pokud tapisérii nechal opravdu zhotovit biskup Odo, byla pravděpodobně vyrobena v Anglii anglosaskými umělci. Hovoří pro to tyto důvody:
- Odovo hlavní sídlo bylo v Kentu v Anglii
- latinské texty na tapisérii obsahují náznaky angličtiny (tehdejší anglosaské formy jazyka)
- výšivky pochází z Anglie
- použitá rostlinná barviva se v Anglii v té době běžně používala při výrobě textilu

## Moderní historie tapisérie

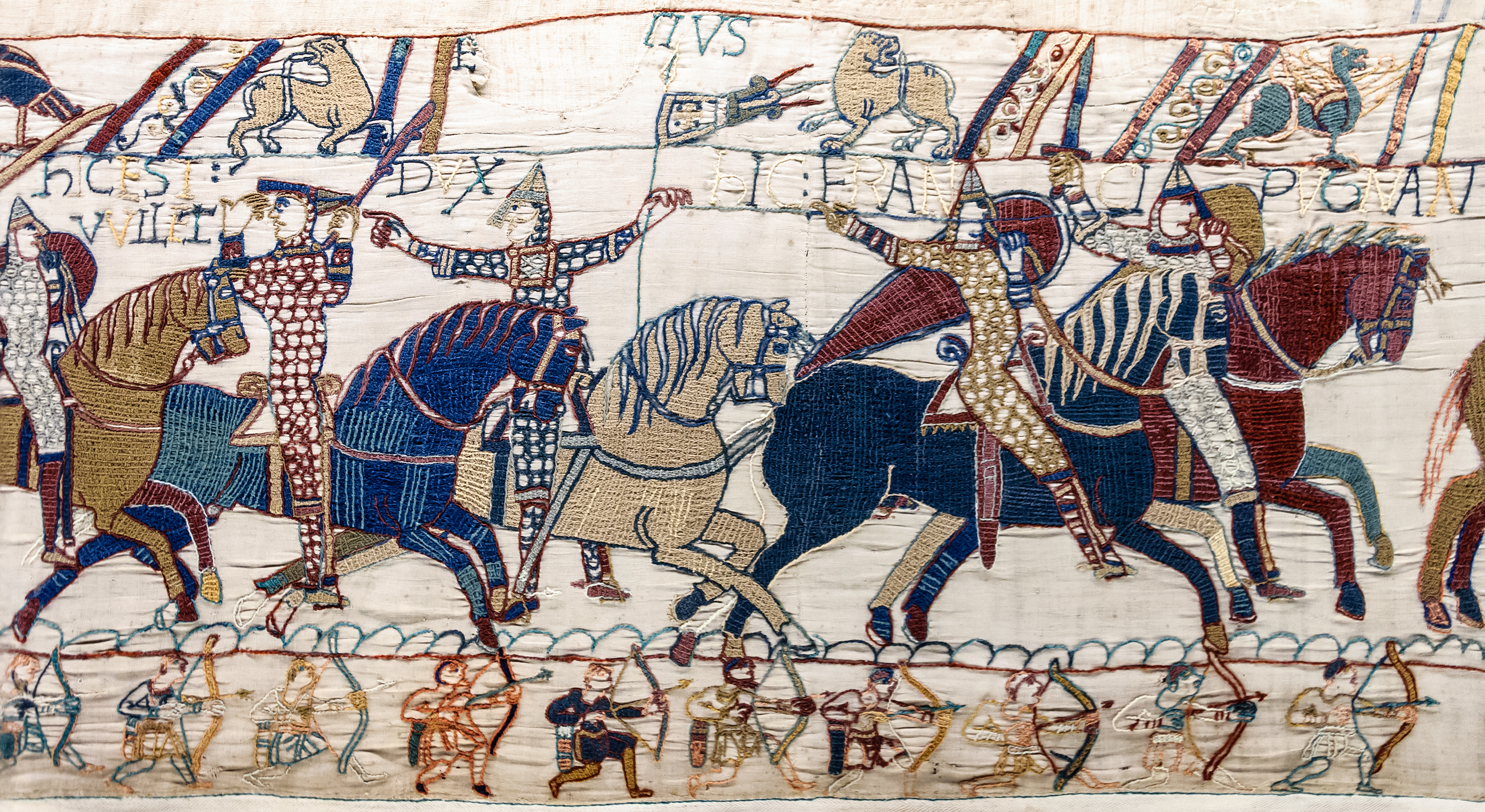
Vilém v doprovodu Eustatia, hraběte z Boulogne, a svými rytíři. Na bojišti se rozšířila falešná zpráva, že je Vilém mrtev, a tak si Vilém odklápí hledí, aby jeho muži mohli poznat, že je stále naživu

Tapisérie byla znovuobjevena v 17. století v Bayeux (kde byla tradičně vystavována jednou za rok na svátek zemřelých). Ve 30. letech 18. století publikoval Bernard de Montfaucon rytiny výjevů zobrazených na tapisérii. V roce 1803 se tapisérie zmocnil Napoleon a nechal ji odvést do Paříže. Napoleon se chtěl tapisérií inspirovat při plánování útoku na Anglii. Když byl tento plán zrušen, byla tapisérie vrácena zpět do Bayeux. Většinu druhé světové války byla tapisérie uložena ve sklepení Louvru. V současné době je vystavena v tmavé místnosti muzea v Bayeux v neprodyšné skleněné vitríně, aby bylo minimalizováno poškození vlivem světla a vzduchu. V současné době však přinejmenším dva dílce tapisérii chybí, v délce asi 6,4 m. Tato chybějící sekce pravděpodobně zobrazovala Vilémovu korunovaci.

## Zobrazený děj

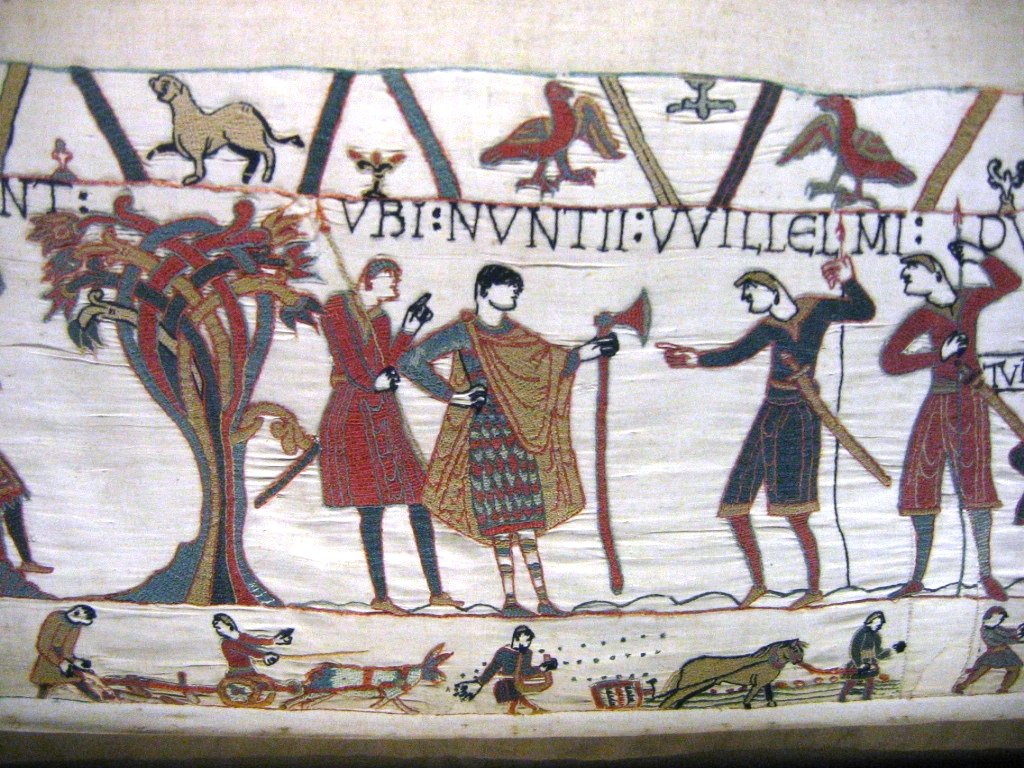
Poslové s Guyem

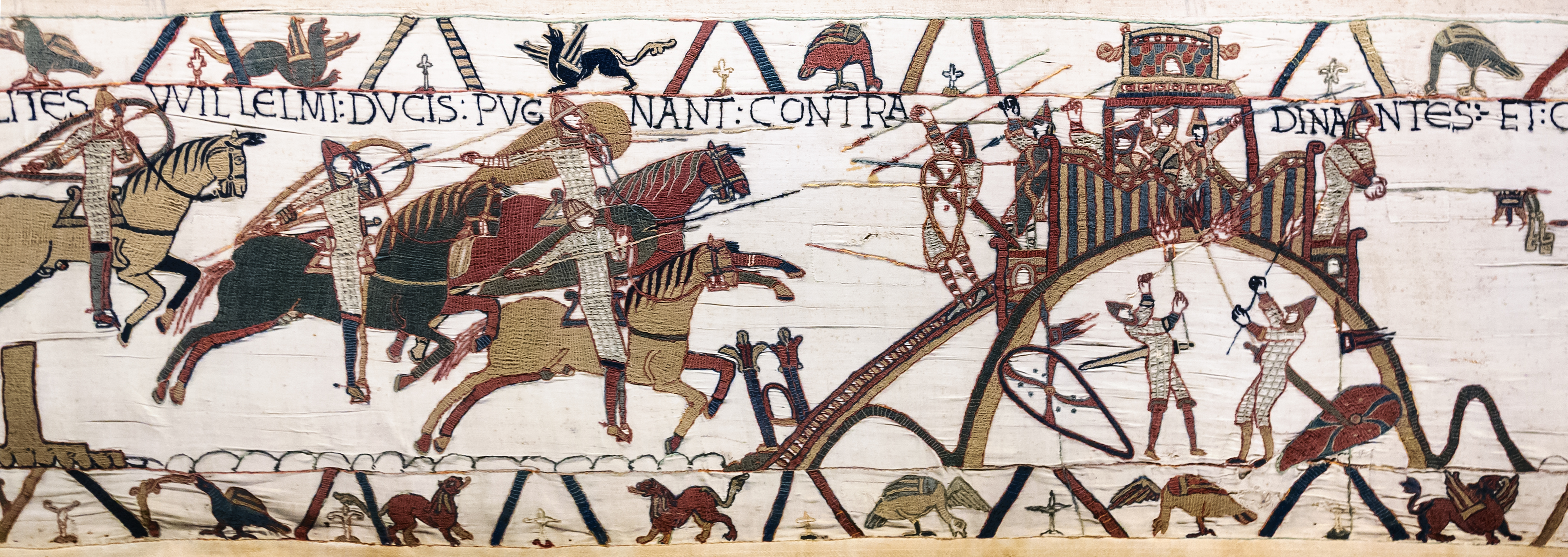
Hrad Dinan v Bretani

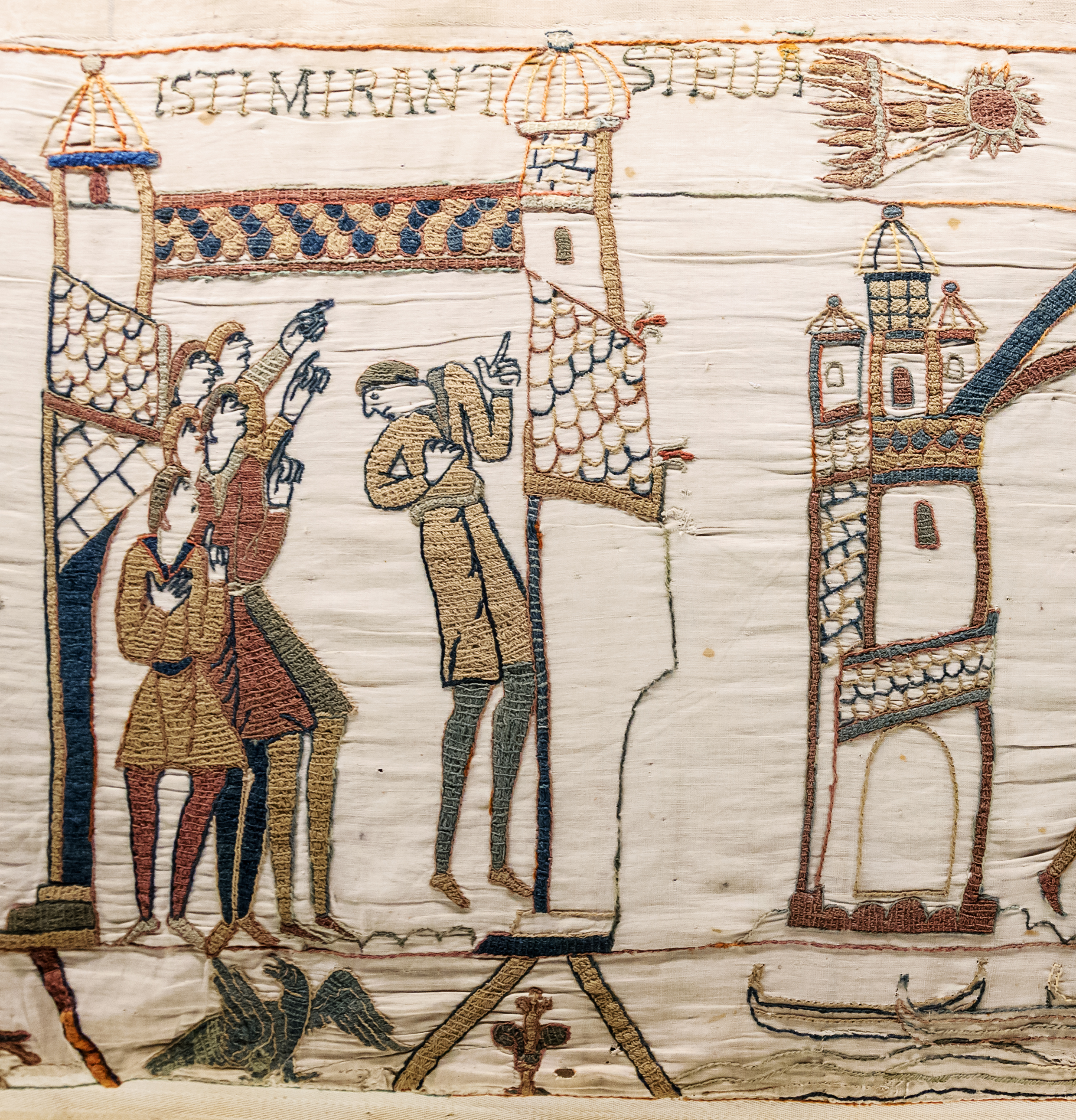
Halleyova kometa

Tapisérie zobrazuje příběh Ovládnutí Anglie Normany. První stranou v boji jsou anglosaští Angličané, vedení Haroldem II., který byl krátce před tím (jako mocný vévoda) korunován králem Anglie. Proti nim vystupují Normané (potomci Vikingů) vedení Vilémem, vévodou z Normandie. Příslušnost postav na tapisérii k jedné či druhé straně lze rozeznat podle jejich vzhledu. Normané mají vyholený zátylek, naopak Anglosasové mají vlasy až na krk a nosí knír.
Hlavní postavou děje je Vilém. Vilém byl nelegitimním synem Roberta Velkolepého, vévody z Normandie, a Herlevy, dcery koželuha. Vévoda Robert byl zabit při návratu z poutě do Jeruzaléma a Vilém zdědil titul ve velmi mladém věku. V 19 letech již byl ostříleným válečníkem. Když po vítězství v bitvě u Hastingsu získal anglickou korunu, bylo mu 38 let. Během svého života téměř neustále bojoval – buď proti neposlušným vazalům v Anglii nebo ve Francii.
První dílec tapisérie zobrazuje anglického krále Eduarda Vyznavače, který neměl syna a tím ani dědice trůnu. Eduard posílá nejmocnějšího anglického vévodu Harolda Godwinsona do Normandie, tapisérie neupřesňuje proč. Když připluje do Normandie, je zajat Guyem, hrabětem z Ponthieu. Vilém posílá dva posly a domáhá se Haroldova propuštění. Harold je propuštěn a setkává se s Vilémem. Vilém, pravděpodobně aby na Harolda udělal dojem, zve jej na tažení proti Conanu II., vévodovi z Bretaně. Cestou, u kláštera Mont-Saint-Michel, dva normanští vojáci uváznou při brodění v pohyblivém písku, a Harold je zachrání. Vilémova armáda pronásleduje Conana do Rennes, který se nakonec vzdá u Dinanu. Vilém podává Haroldovi ruku a zbroj (pravděpodobně jej pasuje na rytíře) a Harold přísahá na svaté ostatky. Traduje se, že tato přísaha byla závazkem Haroldovi podpory Vilémova následnictví na anglický trůn, ale tapisérie sama o tom důkaz nepodává. Harold odjíždí domů a opět se setkává se starým králem Eduardem. Eduard Harolda kárá, podle některých výkladů za jeho přísahu Vilémovi. Eduard umírá a Harold je korunován králem. Stojí za povšimnutí, že na tapisérii provádí obřad Stignad, jehož pozice arcibiskupa z Canterbury byla sporná. Všechny normanské zdroje uvádí, že Harolda korunoval Stignad, aby Harolda a jeho nárok na korunu diskreditovali. Naopak anglické zdroje uvádí, že to byl Aldred, čímž Haroldovu korunovaci činí mnohem legitimnější.
Poté se na obloze objevuje hvězda: Halleyova kometa. Kometa se měla objevit 24. dubna, asi čtyři měsíce po Haroldově korunovaci. Ve středověku bylo zjevení komety chápáno jako znamení blížící se záhuby. Zpráva o Haroldově korunovaci dorazí i do Normandie a Vilém začíná budovat flotilu lodí pro přepravu přes kanál La Manche. Útočníci připlují do Anglie, kde se bez odporu vylodí. Vilém přikazuje svým lidem, aby opatřili zásoby. Hořící dům může symbolizovat plenění okolní krajiny nájezdníky. K Vilémovi přijíždí posel se zprávou, pravděpodobně o Haroldově vítězství v bitvě u Stamford Bridge (v bitvě porazil Harold dalšího uchazeče o trůn, norského Haralda), ale v tapisérii to není upřesněno. Normané se opevňují. Mezi oběma armádami jsou vyměněni poslové a Vilém pronáší ke svým mužům řeč.
Bitva u Hastingsu proběhla 14. října 1066. Na anglické straně bojovali pěšáci se štíty, zatímco Normané měli jednotky na koních. První jména padlých jsou Leofwine Godwinson a Gyrth Godwinson, Haroldovi bratři. V bitvě se také objevuje biskup Odo. Sekce zobrazující Haroldovu smrt není jednoznačná, protože není možné jednoznačně určit, která z postav je Harold. Obvykle je za něj považována postava s šípem v oku, ale stejně dobře to může být i muž s oštěpem v hrudi. Angličané poté vyklízí pole.
Tapisérie pravděpodobně v tomto bodu původně nekončila, ale další dílce byly v minulosti ztraceny. Vilém po vítězství u Hastingsu odjel do Londýna, kde se mu podrobili angličtí magnáti. Vilém byl korunován králem na Boží hod vánoční yorským arcibiskupem Ealdredem. Odpor některých Anglosasů však pokračoval, dokonce ještě i po Vilémově smrti.

## Záhady tapisérie
K tapisérii se váže několik záhad:

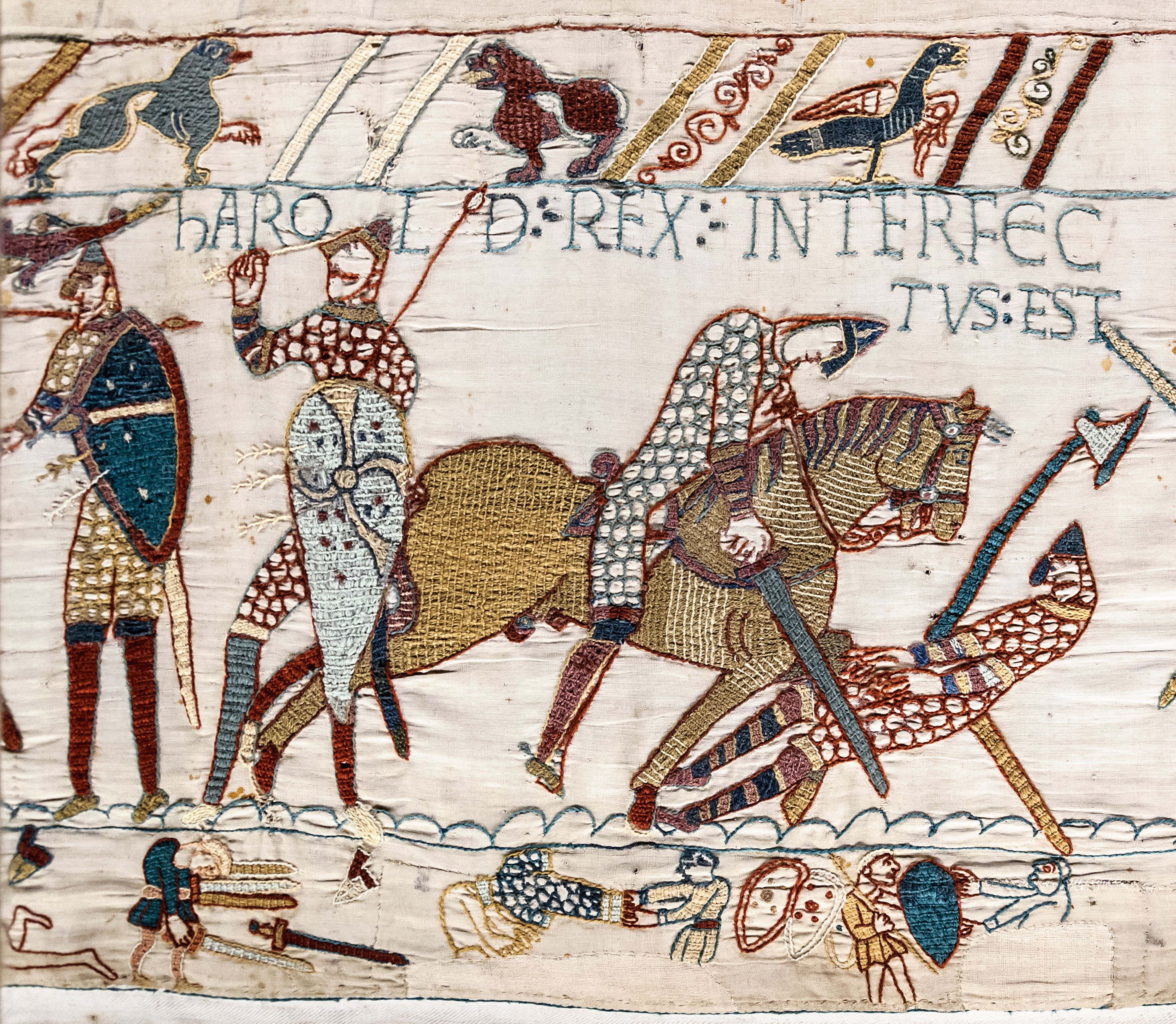
Haroldova smrt?

- Na jednom panelu je zobrazen duchovní, jak bije ženu. Smysl nápisu nad scénou není znám. Podle některých historiků může scéna symbolizovat skandál, který v té době nepotřeboval žádné vysvětlení.[zdroj?]
- Identita zobrazeného mrtvého Harolda je zpochybňována. Někteří historikové nesouhlasí s tradičním výkladem, že Harold je postava s šípem v oku.[3]
- Na okrajích nad a pod hlavním příběhem jsou zobrazeny doplňující informace, jedná se například o upřesnění ročního období či válečného rabování. Mnoho symbolů a obrázků však nemá přiřazen jednoznačný výklad.[3]

## Výpovědní hodnota
Historická přesnost příběhu mohla být zkreslena politickou propagandou či osobními zájmy. Tapisérie však představuje jedinečný obrazový dokument středověkých zbraní, oděvů a dalších předmětů, které se do současné doby nedochovaly. Nicméně bojovníci jsou zobrazeni s holýma rukama, ačkoliv podle dobových zdrojů se obvykle při boji a lovu používaly rukavice.
Tapisérie také zobrazuje Stignada, arcibiskupa z Canterbury, jak stojí vedle Harolda sedícího na trůnu, jako by jej právě korunoval. Harold byl však pravděpodobně korunován yorským arcibiskupem Ealdredem. Stignad, který se arcibiskupem jmenoval sám, byl považován za zkorumpovaného. Tapisérie se tak snaží prokázat spojení mezi Haroldem a biskupem a tím oslabit Haroldův nárok na trůn.